# Лившиц, Владимир Моисеевич
Владимир Моисеевич Ли́вшиц (бел. Уладзімір Маісеевіч Ліўшыц; род. 1 февраля 1946 года, Красный Кут) — учёный, писатель и литературовед, публицист, этнограф, краевед, музейный деятель. Кандидат философских наук (1980), доцент (1981). Академик Международной академии социальных технологий (2013), член-корреспондент Международной академии изучения национальных меньшинств (2000), член Союза белорусских писателей (2004), Союза журналистов Республики Беларусь (2006), Международного Союза писателей «Новый современник» (2009), Почётный профессор Белорусской государственной сельскохозяйственной академии (2015), Почётный ветеран труда Республики Беларусь (2018).
С 1947 года жил в Беларуси. С 2007 года проживает в Израиле.

## Биография
Родился в семье служащих. Отец — Моисей Хаймович (1917—1993), родом из Витебской области, инвалид второй группы по зрению, добровольцем во время Великой Отечественной войны ушёл на фронт, потом работал заведующим отдела культуры Горецкого райисполкома, директором кинотеатра, заведующим фильмотеки РОНО. Мать — Гликина Софья Давыдовна (1905—1979), родом из Гомельской области, работала заведующей Горецкой районной детской библиотеки.
В июле 1947 года семья из Красного Кута переезжает в город Горки Могилевской области, где в 1964 году окончил Горецкую среднюю школу № 2, год работал на производстве, затем окончил с отличием исторический факультет Могилевского педагогического института (1965—1969), заочную аспирантуру в Белорусском государственном университете (1975—1979).
В 1969—1972 гг. работал учителем истории, служил в Советской Армии, работал инспектором РОНО Горецкого района Могилевской области. С 1972 по 1998 гг. работал ассистентом, старшим преподавателем, доцентом кафедр научного коммунизма, философии и политологии, маркетинга и права Белорусской государственной сельскохозяйственной академии (БГСХА).
С 1998 по 2005 г. — создатель и первый директор Горецкого районного историко-этнографического музея и на 0,5 ставки — доцент кафедр маркетинга и права БГСХА.
С 2005 года — редактор журнала «Вестник БГСХА», по совместительству профессор кафедры истории государства и права БГСХА.
В 1997−1999 гг. заочно окончил  курсы «Катастрофа европейского еврейства», «Главы из истории и культуры евреев Восточной Европы», «Власть и политика в Государстве Израиль» «Открытого университета Израиля», о чём получил соответствующие сертификаты.
С 2007 года живёт в Израиле в городе Ноф-ха-Галиль, занимается литературной и научной работой.
В феврале — марте 2016 года в Могилёвской областной библиотеке Беларуси прошла выставка, посвящённая 70-летию Владимира Лившица.

## В области философии, социологии и политологии, правоведения, истории государства и права
Владимир Лившиц стал заниматься научной деятельностью ещё во время обучения в Могилёвском пединституте под руководством кандидата исторических наук К. П. Шилко. Принимал участие в конкурсах студенческих научных работ, а также в республиканских и всесоюзных студенческих научных конференциях. В 1969 году занял первое место на Всесоюзной студенческой научной конференции в Калининграде и был награждён Почётной грамотой Министерства высшего образования СССР и знаком «За лучший доклад». В 1967—1969 гг. опубликовал три научные статьи в студенческих научных сборниках. В период работы в школе и РОНО пытался поступить в аспирантуру по кафедре истории СССР и БССР, но безуспешно. Однако, опыт исследовательской работы в студенческие годы пригодился в дальнейшем.
В период преподавательской работы в Белорусской государственной академии поступил вначале соискателем, а затем в заочную аспирантуру при кафедре научного коммунизма БГУ. Его научным руководителем был кандидат исторических наук, доцент М. П. Квочкин. В феврале 1980 года защитил кандидатскую диссертацию на тему «Становление и развитие агропромышленных производственных коллективов». К моменту защиты он участник более 20 всесоюзных и республиканских научных конференций и опубликовал 21 статью в Москве, Кишиневе, Уфе, Елгаве, Таллине и областных городах Беларуси. На автореферат диссертации был присланы положительные отзывы 16 учёных из Москвы, Кишинёва, Новосибирска и др. городов СССР. В своём отзыве доктор философских наук, профессор, заслуженный деятель науки МССР Г. М. Ентелис отметил, что кандидатская диссертация В. М. Лившица является первой работой в СССР, где комплексно исследуется агропромышленные коллективы, как новые социальные ячейки с особой социальной структурой.
С 1991 по 2007 гг. В. М. Лившиц продолжал изучать социальные последствия агропромышленной интеграции и межхозяйственного кооперирования, выступать с докладами на Международных, региональных и республиканских научных конференциях. Научные работы публиковались в США, Израиле, Польше, России, на Украине, в Молдове, Кыргызстане, Литве, Латвии и Эстонии. С 2007 года стал исследовать социальную структуру и политическую систему Израиля. В 2013 году Международная академия социальных технологий избрала его академиком.

## В области истории аграрного образования и науки
Ещё студентом Могилёвского пединститута стал изучать историю аграрного образования и науки в Беларуси вообще, и Белорусской сельскохозяйственной академии, в частности. В 1990 году участвовал в написании книг: Белорусская сельскохозяйственная академия. 150 лет. Краткий очерк истории и деятельности (Минск: 1990), Белорусская сельскохозяйственная академия. Памятники и памятные места (Мн.:1990), Белорусская сельскохозяйственная академия — первое в России высшее сельскохозяйственное учебное заведение(Мн.:1990). В этих работах доказал приоритет Горыгорецкого земледельческого института, как первого высшего государственного учебного заведения не только в России, но и в мире.
После 1991 года опубликовал в соавторстве ряд работ по истории аграрного образования и науки: Горецкие сельскохозяйственные учебные заведения. Очерки истории. 1836—1919 гг. (Горки:1997), Горы — Горецкий земледельческий институт. Выдающиеся ученые и профессора (Горки: 1999).
В 1995 году, как считает В. А. Шаршунов — бывший ректор Белорусской государственной сельскохозяйственной академии, доктор технических наук, профессор, член-корреспондент НАН Беларуси, заслуженный деятель науки Республики Беларусь по инициативе Лившица В. М. была составлена и подготовлена к печати первая в истории высших учебных заведений Республики Беларусь «Летопись» вуза. Книга «Летопись Белорусской государственной сельскохозяйственной академии» в 2015 году вышла уже шестым изданием. В последующие годы им опубликовано ещё несколько книг по истории аграрного образования и науки.
Лившиц В. М. — автор статей про Белорусскую государственную сельскохозяйственную академию в «Белорусской исторической энциклопедии» и «Белорусской 18 томной энциклопедии», а также в энциклопедическом издании «Памяць. Горацкі раён. Гісторыка-дакументальная хроніка Горацкага раёна».
Академик Национальной Академии наук Беларуси, иностранный член Российской Академии наук, доктор сельскохозяйственных наук, профессор А. Р. Цыганов считает, что В. М. Лившиц является выдающимся историком высшего образования и науки Беларуси. Член-корреспондент Национальной Академии наук Беларуси В. А. Шаршунов оценивая вклад В. М. Лившица в изучении истории БСХА и г. Горки, а также Могилевщины писал: Пройдет небольшой период времени и научная общественность БСХА, да и республики, оценит талант В. М. Лившица и его публистический дар, а также огромную работу, проделанную им по восстановлению истории Могилевщины, Горецкого края и нашего старейшего вуза. Таких работоспособных и одаренных людей не так уж много. Это золотой фонд нашего белорусского народа".

## Историческое краеведение
В. М. Лившиц ещё школьником стал изучать историю города Горок и Горецкого района. На протяжении нескольких лет работал и собирал материал в Государственных архивах СССР и опубликовал несколько сот статей по данной теме в республиканской, областной и районной периодической печати, сборниках краеведческих статей. В 1984 году он обобщил найденный материал и издал в 1984 году первую в истории города Горок книгу «Горки. Историко-экономический очерк». В 1989 и 2007 гг. вышло расширенное и дополненное издание этой книги. В 1995 году вышла книга «Летапіс горада Горкі». Под его руководством было издано энциклопедическое издание «Памяць. Горацкі раён. Гісторыка-дакументальная хроніка Горацкага раёна», где им лично написано 36 статей. В 1996—2019 гг. В. М. Лившиц издал несколько книг и брошюр по истории, этнографии Горецкого края. Среди них, книга «Гордость и слава Горецкой земли» (2015—2017) в 3-х частях в которой помещены очерки о знаменитых учёных-земляках, Героях Советского Союза и Социалистического Труда, генералах, деятелях культуры.
В. М. Лившиц — автор двух книг по истории Дрибинского района Могилёвской области, 14 статей в книге «Памяць. Дрыбінскі раён. Гісторыка-дакументальная хроніка Дрыбінскага раёна»(2004).
Лауреат Государственной премии Республики Беларусь, член Союза писателей Беларуси Владимир Саламаха отмечал, что В. М. Лившиц «…один из наших старейших исследователей в глубинке, работающий столь плодотворно».
С 2007 года В. М. Лившиц также активно изучает историю города Нацрат-Илита, который в 2018 году был переименован в Ноф-ха-Галиль. В 2015, 2016, 2018 гг. им были опубликованы три издания книги «Нацрат-Илит: очерк истории, памятные места и топонимы». Последнее издание книги было осуществлено в Германии (Дюссельдорф).
Известность получили две работы Лившица, посвящённых истории Горецкой еврейской общины и выдающихся евреях, родившихся в Горках и Горецком районе (2009, 2012). Второе, дополненное издание книги «Горецкая еврейская община: страницы истории» было также издано в Германии в 2018 году.
Оценивая книгу «Горецкая еврейская община: страницы истории» доктор исторических наук, профессор А.Разгон отмечал, что «…это подлинно историческое исследование, её текст, её звучание выходят за рамки „научно-популярный очерк“».
Лившиц В. М. — автор статей про город Горки и Горецкий район в «Белорусской исторической энциклопедии», «Белорусской 18 томной энциклопедии» и энциклопедии «Вялікае Княства Літоўскае».

## Литературоведение
Особое место в его творчестве занимает литературоведение. Им найдены связи русских писателей Г. Державина, А. Чехова, Т. Шевченко, И. Тургенева, Л. Толстого, Н. Чернышевского, П. Мельникова с жителями Горок, студентами и преподавателями Горыгорецкого земледельческого института. Здесь учились и работали белорусские писатели М. Горецкий, Л. Чернявская, С. Фомин, Ю. Гаврук, М. Гончарик, А. Вечер, Н. Тулупова, латышские писатели Ф. Бривземниекс и В. Лесиньш, сюда приезжали Я. Купала, Я. Колас, В. Короткевич и И. Эренбург. На этой земле родились В. Коваль, М. Булахов, А. Коршунов, Г. Щербатов, Л. Разгон, Р. Хин-Гольдовская, И. Зевин, И. Гурвиц, Б. Иоффе, И. Каганов. В Горках учился прототип главного героя романа Н. Чернышевского «Что делать?» и будущий автор знаменитой белорусского поэмы «Тарас на Парнасе». Эти поиски обобщены в книгах и брошюрах: «Сын вёскі. Кароткі нарыс аб жыцці і дзейнасці пісьменніка Васіля Каваля» (1997), «Даследчык беларускай літаратуры. Кароткі нарыс аб жыцці і творчасці літаратуразнаўцы Барыса Іофе» (1999), «Раскопкі вакол Горацкага „Парнаса“. Літаратуразнаўчыя нарысы» (2001). Последняя книга получила высокую оценку членов Союза писателей Беларуси — Алеся Письменкова, лауреата литературной премии имени А. Кулешова, Алеся Карлюкевича, лауреата премии Президента Республики Беларусь "За духовное возрождение.
Алесь Марцинович, лауреат Государственной премии Республики Беларуси и лауреат литературной премии имени М. Богдановича рецензию на последнюю книгу В. Лившица назвал «Энциклопедия горецкой земли».
На протяжении почти 40 лет В. М. Лившиц изучал жизнь и творчество классика белорусской литературы Максима Горецкого, выпускника и преподавателя Белорусской государственной сельскохозяйственной академии. Он автор книг: «Максім Гарэцкі — жыццё і творчасць» (1993); «Літаратурны музей Максіма Гарэцкага. Кароткі даведнік» (1997); «Максім Гарэцкі — сцежкамi жыцця» (2018). По инициативе В. Лившица в Республике Беларусь стали проходить ежегодные научные Горецкие чтения (конференции), посвящённые изучению жизни и творчеству М. Горецкого, а в Белорусской государственной академии был создан музей — кабинет писателя, в его честь установлена мемориальная доска, названа учебная аудитория и именная стипендия для студентов.

## Издательская деятельность
Под его редакцией и участии с 1993 года по н. в. вышло более 50 художественных и научных книг. Был основателем и издателем в БГСХА и Горках серий книг и брошюр: «Выдающиеся педагоги и воспитанники БГСХА», «Імі ганарыцца Горацкая зямля» и «Гісторыя працоўных калектываў Горацкага раёна», «История факультетов и кафедр БГСХА».
В 2003—2007 гг. являлся выпускающим редактором научно-методического журнала «Вестник Белорусской государственной сельскохозяйственной академии».

## Журналистика
Автор очерков, эссе, статей в журналах «Полымя», «Неман», «Маладосць», «Беларусь», «Крыніца», «Мишпоха», «Вестник БГСХА», «Магілеўская даўніна» и сетевых журналах «Заметки по еврейской истории» и «Еврейская старина», газетах «Еврейская международная газета», «Звязда», «Советская Беларусь», «Культура», «Літаратура і мастацтва», «Сельская газета», «Знамя юности», «Могилёвские ведомости», «Магілеўская праўда», «АВИВ», «Берега», «Краязнаўчая газета», «Секрет» и «Мост» (Израиль), «УзГорак» (Горки) и других.
В 1985 году — призёр конкурса журналистов «Польша — СССР». В 2018 году — финалист общенационального конкурса Ассоциации издателей региональной прессы Беларуси в номинации «Краеведение».

## Общественная деятельность
Являлся основателем Горецкого районного историко-этнографического музея (работал на общественных началах в 1986—1988 гг.), музея-кабинета М. Горецкого в Белорусской государственной сельскохозяйственной академии, участвовал в создании музея — усадьбы М. Горецкого в с. Малая Богатьевка Мстиславского района Могилёвской области, музея истории Белорусской государственной сельскохозяйственной академии, краеведческих музеев в деревнях Маслаки и Овсянка, музея писателя В. Каваля в д. Сова Горецкого района.
По его инициативе в Горках в 1992 году прошли Первые республиканские Горецкие научные чтения, посвящённые изучению жизни и творчества писателя, классика белорусской литературы и известного учёного М. Горецкого, был организатором и первым председателем Горецкого районного краеведческого общества «Бацькаўшчына», председателем Горецкого районного культурно-просветительского еврейского общество им. Б. Иоффе и иудейской общины г. Горок.
Являлся депутатом Горецкого городского Совета, членом президиума Могилевского областного Совета общества охраны памятников и культуры, членом правления белорусского республиканского фонда имени братьев М. и Г. Горецких.

## Награды
- Почётная грамота президиума Верховного совета Республики Беларусь (1996)[14].
- Почётная грамота президиума Национального Собрания  Республики Беларусь (2006)[15]
- Медаль "60 лет Победы в Великой Отечественной войне 1941–1945 гг."(2005)[15].

## Художественные произведения, посвящённые В. М. Лившицу

### Стихи
- Васильев, Лев // «Летописцы».
- Детлякович, Петр, член Союза журналистов Республики Беларусь// «Гісторыя — яго калыска, яго адвечная любоў», «Шчэ не мяжа, то ёсць пачатак…»
- Ковалёва, Нина, член Союза писателей Беларуси // «Родны горад апеты вами».
- Клочков, Александр, член Союза писателей «Новый современник»// Праразуменне.
- Минич, Лидия, член белорусского Союза писателей // "Каб зналі сваё «сёння» и «былое».
- Пугач, Андрей, член Союза журналистов Республики Беларусь // «Пры жыцці ўжо знакамітым быць».
- Сакович, Павел, член союза писателей Беларуси // «Прыгоды Тараса на горацкім Парнасе».
- Сыроедов, Петр // «Вам радость творчества досталась!..»
- Терешко, Светлана // «Для вдохновения есть всегда причина».
- Лоцманов, Сергей// «Титану Горецкого Парнаса».

### Песня
- Летописец// Стихи А.Пугача, музыка А. Кажурина.

### Книги и брошюры
- Горки. Историко-экономический очерк — Минск: «Беларусь», 1984. — 80 с., ил.
- Профессиональная ориентация молодёжи на специальности агропромышленного комплекса — Соавт.: Гринберг Г .М., Горки: Могилевское областное педагогическое общество, 1984 — 64 с.
- Социальные аспекты агропромышленной интеграции — Минск: Белорусское республиканское общество «Знание», 1985. — 24 с.
- Белорусская сельскохозяйственная академия — Соавт.: Н. Н. Добролюбов. Минск: «Ураджай», 1986. — 126 с., ил. ISBN 5-7860-0070-2
- Горки. Набор открыток. Автор текста. Москва: Центральный совет по туризму СССР при ВЦСПС, 1986. — 10 откр.
- Горки. Историко-экономический очерк — Минск: «Полымя», 1989, 95 с., ил. ISBN 5-345-00084-0
- Белорусская сельскохозяйственная академия. 150 лет. Краткий очерк истории и деятельности — Соавт.: Немыкина И. А., Добролюбов Н. Н., Дюбакова М. Г., Зябкина З. Ф., Ковалев П. А., Кожемяков И. С., Шитов Н. А., Зосимов М. В.. Пуговко А. В., Шерснев П. М., Назаров С. И., Минск: «Ураджай», 1990. — 277 с., 8 л. ил. ISBN 5-7860-0070-2
- Белорусская сельскохозяйственная академия. 150 лет. Иллюстрированный буклет — Авторы текста — Соавт.: Н. Н. Добролюбов. Минск: «Полымя», 1990. — 32 с. ISBN 985-61-09-8 (ошибоч.)
- Белорусская сельскохозяйственная академия. Памятники и памятные места — Соавт.: Добролюбов Н. Н. Минск: «Ураджай»,1990. — 93 с. ISBN 5-7860-0551-8
- Белорусская сельскохозяйственная академия — первое в России высшее сельскохозяйственное учебное заведение. Материал в помощь лектору. К 150-летию со дня открытия — Минск: Белорусское республиканское общество «Знания»,1990. — 24 с.
- Горки. Фотоальбом. Автор текста — Минск: «Беларусь», 1991, 110 с., цв. ил. ISBN 5-338-00738-X
- Горацкі гістарычна-этнаграфічны музей. Даведнік — Мінск: «Полымя», 1991. — 95 с., іл. ISBN 5-345-00376-9
- Раскопкі вакол горацкага «Парнаса». Метадычны матэрыял і парады ў дапамогу прапагандыстам кнігі — Магілеў: абласное таварыства аматараў кнігі, 1992. — 64 с.
- Горки и окрестности. Справочник-путеводитель — Орша: отдел культуры Горецкого райисполкома. 1993. — 83 с.
- Максім Гарэцкі — жыццё і творчасць. Метадычны матэрыял і парады ў дапамогу прапандыстам кнігі — Магілеў: абласное таварыства аматараў кнігі, 1993. — 34 с.
- Горацкай зямлi адважныя сыны — Горкi: адзел культуры Горацкага райвыканкама, 1994. — 28 с., ил. ISBN 985-6120-01-2
- Летапіс горада Горкі — Горкі: адзел культуры Горацкага райвыканкама, 1995, 103 с. ISBN 985-6120-04-7
- "Ішло ў бясмерце Горацкае гетта… " — Горкі: адзел культуры Горацкага райвыканкама, 1995. — 24 с. ISBN 985-6120-06-3
- Летапіс Беларускай сельскагаспадарчай акадэміі (1836—1995 гг.). аўт.-склад.— Горки: ред.-изд. отдел БСХА, 1995. — 208 с. ISBN 985-6120-11-X
- Беларуская сельскохозяйственная академия (на рус. и бел. языках). 155 лет. Иллюстрированный буклет. Соавт. Цыганав А. Р.— Минск: отдел культуры Горецкого райисполкома, 1995. — 48 с. ISBN 985-6120-09-8
- Жизнь, отданная книге. К 100-летию со дня рождения Д. Р. Новикова. Соавт. Цыганов А. Р. — Горки: отдел культуры Горецкого райисполкома, 1996. — 35 с., ил. ISBN 985-6120-16-0
- Літаратурны музей Максіма Гарэцкага. Кароткі даведнік — Орша: адзел культуры Горацкага райвыканкама, 1997. — 69 с. ISBN 985-6120-13-6
- Агрофирма им. Ленина (к 50-летию со дня образования)— Соавт: Белицкий Н. А., Буян М. Н., Микулич А. В., Панков В. А., Скуловец М. В., Минск: отдел культуры Горецкого райисполкома,1997. — 234 с.
- Горецкие сельскохозяйственные учебные заведения. Очерки истории (1836—1919 гг.). Соавт.: Дюбакова М. Г., Зябкина З. Ф., Цыганов А. Р.— Горки: отдел культуры Горецкого райисполкома, 1997. — 164 с. ISBN 985-6120-18-7
- Горы (к 500-летию первого летописного упоминания) Соавт.: А. П. Герасимов, А. М. Каган, А. М. Пугач. Горки: отдел культуры Горецкого райисполкома, 1997. — 135 с. ISBN 985-6120-30-6
- Сын вёскі. Кароткі нарыс аб жыцці і дзейнасці пісьменніка Васіля Каваля — Горкі: адзел культуры Горацкага райвыканкама, 1997. — 46 с. ISBN 985-6120-34-9
- Четырежды почетный. К 80-летию со дня рождения И. М. Стельмашонка — Горки: отдел культуры Горецкого райисполкома, 1998. — 34 с., 9 л. ил. ISBN 985-6120-31-4
- Первый доктор истории. Шитов Н. А. Соавт.: Цыганов А. Р., Герасимович А. А.— Горки: отдел культуры Горецкого райисполкома, 1999. — 20 с., ил. 13 л. ISBN 985-6120-37-3
- Тридцать пятый ректор академии. Соавт.: Цыганов А. Р., Бортник С. А. Горки: отдел культуры Горецкого райисполкома, 1999. — 20 с., ил. 13 л. ISBN 985-6120-35-7
- Горы — Горецкий земледельческий институт. Выдающиеся ученые и профессора. Соавт.: В. Немыкин, А. Р. Цыганов.— Горки: отдел культуры Горецкого райисполкома, 1999. — 169 с., ил. 4 л. ISBN 985-6120-42-X
- Горецкий лесхоз. Краткий очерк истории и деятельности. Соавт.: Назаров С. И., Горки: отдел культуры Горецкого райисполкома, 1999. — 64 с.
- Горецкий район: история и современность (к 75-летию со дня образования Горецкого района) — Горки: отдел культуры Горецкого райисполкома, 1999. −20 с., ил. 1
- Даследчык беларускай літаратуры. Кароткі нарыс аб жыцці і творчасці літаратуразнаўцы Барыса Іофе — Орша: адзел культуры Горацкага райвыканкама, 1999. — 28с., ил. 5 л. ISBN 985-6120-41-1
- Верность земле. Горки. Соавт.: Цыганов А. Р.— Горки: отдел культуры Горецкого райисполкома, 1999. — 54 с., ил. ISBN 985-6120-38-1
- Горки: история и современность(к 55 летию освобождения района и г. Горок — Горки: отдел культуры Горецкого райисполкома, 1999. − 32 с., ил. 12.
- Летопись Белорусской государственной сельскохозяйственной академии 1836—2000 г. Авт.-сост., 3-е изд., испр. и доп — Горки: ред.изд. отдел БГСХА, 2000. — 212 с. ISBN 985-6120-51-9
- Навечна ў памяці народной. Сааўт.: Детляковіч П. І., Горкі: адзел культуры Горацкага райвыканкама, 2000. — 44 с. ISBN 985-6120-46-2
- Раскопкі вакол горацкага «Парнаса». Літаратуразнаўчыя нарысы — Горкі: адзел культуры Горацкага райвыканкама, 2001. — 194 с., ил. 20. ISBN 985-6120-44-6
- Кафедра механизации животноводства и электрификации сельскохозяйственного производства (к 50-летию со дня основания). Соавт.: В. А. Шаршунов, А. В. Червяков — Горки: ред.изд. отдел БГСХА, 2001. — 86 с.
- Знать и защищать интересы избирателей: Выступления и ст. депутата Палаты представителей Нац. собр. Респ. Беларусь В. А. Шаршунова / Сост.: В. М. Лившиц, П. И. Детликович — Горки: Отд. культуры Горец. райисполкома, 2000. — 139 с. ISBN 985-6120-45-4
- Белорусская государственная сельскохозяйственная академия. Научно-педагогические школы и основные направления научных исследований. Соавт.: А. Р. Цыганов, П. А. Саскевич, А. М. Карташевич, Э. А. Петрович — Горки: ред.- изд. отдел БГСХА, 2001. — 120 с.
- Первый послевоенный ректор академии. Соавт.: Цыганов А. Р.— Горки: ред.-изд. отдел БГСХА, 2001. — 25 с. ISBN 985-6120-64-0
- Белорусская государственная сельскохозяйственная академия (студенту-первокурснику). Соавт. А. Р. Цыганов — Горки: ред.изд. отдел БГСХА, 2001, 60 с. ISBN 985-6120-61-6
- Народнае аматарскае аб’яднанне «Мастацтва»(да 10-годзя з дня заснавання). Сааўт. В. В. Белавусава, Т. А. Драздова — Горкі: адзел культуры Горацкага райвыканкама, 2002.- 44 c.
- Выдающийся агрохимик Беларуси. Соавт.: А. Р. Цыганов, М. А. Кадыров — Горки: отдел культуры Горецкого райисполкома, 2003. — 32 с., ил. 5 л. ISBN 985-6120-70-5
- Возвращённые из небытия. Соавт. Пакуш Л. В. — Горки: отдел культуры Горецкого райисполкома, 2004. — 166 с. ISBN 985-6120-72-1
- Оценка информационных потребностей населения Республики Беларусь пострадавших от катастрофы на Чернобыльской АЭС /Отчёт в рамках проекта Программы развития ООН/. Соавт. Цыганов А. Р., Скикевич А. А., Чернуха Г. А. и др. — Минск, «ЗАО ЮНИКАПС», 2004. — 60 с. ISBN 985-6745-06-3
- Инновационные разработки Белорусской сельскохозяйственной академии Соавт.: А. Р. Цыганов, М. В. Шалак — Могилев: обл.типография им. С. Соболя, 2005. — 240 с., ил. ISBN 985-6738-58-X
- Белорусская государственная сельскохозяйственная академия. История в биографиях ученых, удостоенных почетных званий, лауреатов премий, профессоров, докторов наук. 165 лет. (1840—2005). Соавт. А. Р. Цыганов — Могилев: обл.типография им. С. Соболя, 2005. — 144 с.
- Первый доктор истории. Шитов Н. А. Соавт. Цыганов А. Р., Герасимович А. А. Горки: 2-е доп. и расширенное издание — Могилев: обл.типография им. С. Соболя, 2005. — 84 с., ил.
- Летопись Белорусской сельскохозяйственной академии (1836—2005), 4-е изд., испр. и доп. Авт.-сост.— Горки: ред.- изд. отдел УО «БГСХА», 2005. — 214 с.
- Ліўшыц У. М. Горкі: Старонкі гісторыі (бел.). — Мінск: «Красико — принт», 2007. — 312 с. — ISBN 985-405-384-9.
- Горецкая еврейская община: страницы истории — Нацрат Илит — Горки: 2009. — 298 с., ил.
- Научно-педагогические школы Белорусской государственной сельскохозяйственной академии: история восхождения (к 170 — летию академии). Соавт. А. П. Курдеко, А. Р. Цыганов, М. В. Шалак, К. П. Сучков — Минск: «Экоперспектива», 2009. − 196 с. ISBN 985-469-31-01 (ошибоч.)
- А. П. Курдзека, А. Р. Цыганаў. Беларуская дзяржаўная сельскагаспадарчая акадэмія: гісторыя i сучаснасць. 100 пытанняў i адказаў (1840—1919). Частка 1.. — Горкi, 2010. — 145 с.
- Летопись Белорусской государственной сельскохозяйственной академии (1840—2010), 5-е изд., испр. и доп. Авт.-сост. Соавт. А. А. Герасимович — Горки: ред.- изд. отдел УО «БГСХА», 2010. — 182 с., ил. ISBN 985-467-295-3 (ошибоч.)
- Евреи в Горках: судьбы и дела.— Горки-Нацрат Илит. Типография БГСХА.2012.-310с.
- У краi бярозавых гаёў. Аўтар тэкста/сааўтар А. В. Бяляцкi. — Магілёў.2012. Магілёўская друкарня iмя С. Собаля. — 120с. ил. ISBN 978-985-6848-96-7
- А. П. Курдзека, А. Р. Цыганаў. Беларуская дзяржаўная сельскагаспадарчая акадэмія: гісторыя i сучаснасць. 100 пытанняў i адказаў (1919—1945). Частка 2.. — Горкi, 2013. — 146 с.
- Александр Риммович Цыганов: к 60-летию со дня рождения: [биобиблиогр. указ.] / Нац. акад. наук Беларуси, Белорус. гос. с.-х. б-ка им. И. С. Лупиновича; [в соавт.; под ред., предисл. В. А. Шаршунова]. — Минск: Беларус. навука, 2013—269 с. — (Биобиблиография ученых Беларуси).
- Гордость и слава Горецкой земли. В 3-х книгах. Книга 1. Учёные — земляки. Горки: 2013. — 124с.
- Горацкая студыя «Аршанскага Маладняка» (1926—1928 гг.). Кароткi нарыc аб гісторыi стварэння i дзейнасцi. — Горкi, 2013. — 96 с.
- Александр Риммович Цыганов: к 60-летию со дня рождения (автор — сост. / в соавт.) — Минск: Беларуская навука, 2013. — 269 с.:фот. ISBN 978-985-08-1646-7.
- Горками и академией связаны судьбой (события, люди и дела). Заметки краеведа]. — Горки: ред.- изд. отдел УО «БГСХА», 2013. — 196c.
- Лишиц В. М. Гордость и слава Горецкой земли. В 3-х книгах. Книга 2. Земляки — Герои Советского Союза, генералы Вооружённых сил и Министерства внутренних дел СССР. — Горкi, 2014. — 124 с.
- Летопись Белорусской государственной сельскохозяйственной академии (1840—2015), 6-е изд., испр. и доп. Авт.-сост. Соавт. А. А. Герасимович — Горки: ред.- изд. отдел УО «БГСХА», 2015. — 216 с.
- Нацрат Илит: очерк истории, памятные места и топонимы.- Хайфа: 2015, 112с., ил.
- Библиотека Белорусской государственной сельскохозяйственной академии: очерк истории и деятельности (1840—2015 гг.)(колект. автор.). — Горки: 2015, 154 с., ил.
- Гордость и слава Горецкой земли. Книга 3. Герои Социалистического Труда, заслуженные работники народного хозяйства, культуры, художники и писатели. — Горки: 2015, 64 c.
- Нацрат Илит: краткий очерк истории. — Нацрат Илит: 2015, 104с., ил.
- Горки: история и современность. Иллюстрированный буклет. — Горки: 2015. 68с., ил.
- 100 год з гісторыі Беларускай дзяржаўнай сельскагаспадарчай акадэміі: документы і матэрыялы 1840—1940 гг. [Электронны рэсурс]: да 175-годдзя з дня адкрыцця / у саўт./ Мінск: 2015. — электронны аптычны дыск (CD-ROM).
- Нацрат Илит: очерк истории, памятные места и топонимы. — Хайфа: 2016, 248с., ил.
- С Горками и академией связаны судьбой (события, люди и дела). Заметки краеведа. Книга 2. — Горки: 2016. — 96c.
- Перекрёстки Дрибинской истории (Краткий историко-экономический очерк) — Горки, 2017. — 80 с., ил.
- Гордость и слава Дрибинского района. — Горки. 2017. — 50с., ил.
- Рыцар іўрыта з Беларусі. Кароткі нарыс аб жыцці і творчасці Іцхака Каганава — Горкі. 2017. — 50 с., іл.
- С Горками и академией связаны судьбой (события, люди и дела). Заметки краеведа. Книга 3.— Горки: 2017. — 58c.
- Гордость и слава Белорусской государственной сельскохозяйственной академии. Профессора и выпускники: академики и члены-корреспонденты. / в соавт./— Горки: 2017.166 с., ил.
- Максім Гарэцкі: сцежкамі жыцця (да 125-годдзя з дня нараджэння) — Горкі: БДСГА, 2018. — 180 с.: іл. ISBN 978-985-467-785-9.
- Горецкая еврейская община: страницы истории (историко-экономический очерк). Саарбрюккен: LAP LAMBERT Academic Publishing. — 2018. — 140с., ил. ISBN 978-620-2-02808-0
- С Горками и академией связаны судьбой (события, люди и дела). Заметки краеведа. Книга 4 — Горки: 2018. — 52c., ил.
- Горки: краткий очерк истории, памятники, памятные места и топонимы — Горки: 2018. — 104 с., ил.
- Леў Разгон: жыццё і творчасць — Горкі: 2018.— 52 с., іл.
- Нацрат Илит: историко-краеведческий очерк — Саарбрюккен: LAP LAMBERT Academic Publishing — 2018. 288 с. ил. ISBN 978-613-9-81527-2
- Александр Риммович Цыганов: к 65-летию со дня рождения (автор — сост. / в соавт.) — Минск: Беларуская навука, 2018. — 280 с.: фот.
- Лишиц В. М. Душы не спыніцца палёт… (да 70-годзя члена Саюза пісьменнікаў Беларусі Ніны Кавалёвай). — Горкi, 2019. — 132 с. — ISBN 978-985-459-6.
- Лишиц В. М. Раскопкі вакол Горацкага «Парнаса». Літаратуразнаўчыя нарысы. У 3-х кнігах. Кніга 1. Вучыліся ў акадэміі. Вучыліся і працавалі ў акадэміі. — Горкi, 2019. — 194 с.
- Лишиц В. М. Раскопкі вакол Горацкага «Парнаса». Літаратуразнаўчыя нарысы. У 3-х кнігах. Кніга 2. Працавалі ў акадэміі. Родам з Горацкага краю. — Горкi, 2019. — 200 с.
- Раскопкі вакол Горацкага «Парнаса». Літаратуразнаўчыя нарысы. У 3-х кнігах. Кніга 3. Былі на Горецкай зямлі. Ішлі лісты ў Горкі. Землякі — прататыпы і героі літаратурных твораў. Галасы з Горацкага Парнаса. — Горкі: 2019. 220 с., іл.
- Гордость и слава Белорусской государственной сельскохозяйственной академии. Профессора и выпускники — заслуженные деятели науки, заслуженные деятели науки и техники / в соавт. А. Р. Цыганов, А. С. Чечёткин. — Горки : БГСХА, 2019. — 122 с. ISBN 978-985-467-917-4.
- С Горками и академией связаны судьбой (события, люди и дела). Книга 5. Заметки краеведа. — Горки : 2019. — 62 с., ил.
- Літаратурныя раскопкі акадэмічнага «Парнаса» : літаратуразнаўчыя нарысы (да 180-годдзя Беларускай дзяржаўнай сельскагаспадарчай акадэміі) — Горкі : БДСГА, 2020. — 316 с.., ил. ISBN 978-985-7231-46-1.
- Холокост. Горки и Горецкий район. — Горки: 2020. — 148 с., ил.
- Летопись Белорусской государственной сельскохозяйственной академии (1840—2020), 7-е изд., испр. и доп. Авт.-сост. Соавт. А. А. Герасимович, Н. А. Глушакова — Горки: ред.- изд. отдел УО «БГСХА», 2020. — 188 с.,ил.
- Белорусская государственная сельскохозяйственная академия: памятники и памятные места (к 180-летию со дня открытия) . Соавт.: Цыганов, А. Р. Великанов, В. В. Чечёткин, А. С. — Горки : БГСХА, 2020. — 283 с. ISBN 978-985-882-020-6.
- Знакамітыя землякі. Штрыхі да партрэтаў. Кніга першая. — Горкі: 2021. 100 с., іл.
- Холокост. Дрибин и Дрибинский район. — Горки: 2021. — 112с., ил.
- Скрыжыванні Горацкай гісторыі.- Горкі:2021.106с., іл.
- Жизненный путь, научно-педагогическая деятельность М. З. Фрейдина. Воспоминания друзей и коллег. 2-е доп. и расш. изд.// Соавт.: Цыганов,А.Р., Великанов В. В., Чечёткин А. С. ред.- изд. отдел УО «БГСХА» — Горки: 2022.180 с.,ил.
- Рашель Хін — Галдоўская: кароткі нарыс жыцця і творчасці.- Горкі.2022. 208 с.іл.
- Без срока давности. Холокост: Горки и Горецкий район. Саарбрюккен: Lambert Academic Publishing. 2022. 168 с., ил. ISBN 978-620-5-49215-4
- Гражданин, ученый, посол / Соавт: И. В. Шафранская, А. А. Лопатнюк — Горки : БГСХА, 2023. — 130 с. ISBN 978-985-882-322-1.
- В борьбе с фашизмом (евреи Горок и Горецкого района в годы Великой Отечественной войны).- Горки:154 с., ил.
- Экономическому факультету Белорусской государственной орденов Октябрьской Революции и Трудового Красного Знамени сельскохозяйственной академии — 95 лет.165 лет подготовки по специальности «Экономика» /авт.-сост.: И. В. Шафранская, В. М. Лившиц. — Горки, 2023. −152 с. ISBN 978-985-882-408-2.
- Премьер-министры Израиля (краткие политические портреты). Часть 1. – Горки: 2024. 163 с., ил.

### Статьи в энциклопедиях
- У.М.Лiўшыц. Горкі // Энцыклапедыя гісторыі Беларусі / Рэдкал.: Г. П. Пашкоў (галоўны рэд.) i інш.; Маст. Э. Э. Жакевіч. — Мінск: БелЭн, 1996. — Т. 3: Гімназіі—Кадэнцыя. — С. 89-91. — 527 с. — 10 000 экз. — ISBN 985-11-0041-2. (бел.)
- Горы-Горацкая земляробчая школа//Энцыклапедыя гісторыі Беларусі: У 6 т. — Мінск.: 1996. Т. 3. — С. 93.
- Горы-Горацкі земляробчы інстытут //Энцыклапедыя гісторыі Беларусі: У 6 т. — Мінск.: Т. 3. 1996. Т.3 — С. 93-91.
- Горацкі гістарычна-этнаграфічны музей //Энцыклапедыя гісторыі Беларусі: У 6 т.- Мінск.: 1996. Т. 3.1966 — С. 86-87.
- Беларуская сельскагаспадарчая акадэмія// Энцыклапедыя гісторыі Беларусі: У 6 т. Мінск.: Т. 1. 1993. — С. 414—415.
- Горы-Горацкая земляробчая школа// Беларуская энцыклапедыя: У 18 т. — Мінск.: 1997. Т. 5.. — С. 367.
- Горы-Горацкі земляробчы інстытут//Беларуская энцыклапедыя: У 18 т. — Мінск.: 1997. Т. 5. 1997. С. 367—368
- Горкі//Беларуская энцыклапедыя: У 18 т. — Мінск.: Энцыклапедыя гісторыі Беларусі, 1997. Т. 5.- С. 360.
- Беларуская сельскагаспадарчая акадэмія// Беларуская энцыклапедыя: У 18 т. — Мінск.: 1995. Т. 2. — С. 492.
- Горкі // Вялікае княства Літоўскае: Энцыклапедыя. У 3 т. / рэд. Г. П. Пашкоў і інш. Т. 1: — Мінск: Беларуская Энцыклапедыя, 2005. — С. 546

## Опубликованы под редакцией и с участием Лившица В.М
- Першыя Гарэцкія чытанні / Тэзісы дакладаў і паведамленняў. [г. Горкі, 16―18 сакавіка 1992 г. — Горкі:1992.
- Социологические и социально-психологические проблемы сельскохозяйственного образования // Тематический сборник материалов межвузовской научно-практической конференции (30 ноября — 2 декабря 1993 г.) ч. І и II. — Горки:1993.
- Проблемы гуманитаризации высшего сельскохозяйственного образования// Сборник статей.- Горки:1993.
- Гарэцкія чытанні. Тэзісы дакладаў і паведамленняў (г. Горкі, 17-19 лютага 1993 г.)- Горкі:1993.
- Максім Гарэцкі — жыццё і творчасць. Метадычны матэрыял і парады ў дапамогу прапандыстам кнігі. — Магілеў: 1993.
- Бацькаўшчына. Тззісы дакладаў і паведамленняў раённай краязнаўчай канферэнцыі (г. Горкі, май 1993 г.)- Горкі: 1993.
- Психолого-педагогические основы активизации познавательной деятельности и развития творческого мышления студентов в учебном процессе //Тезисы докладов и сообщений научно-методической конференции (г. Горки, декабрь 1993 г.)- Горки: 1993.
- Ковалева. Н.Напиток певчих птиц. Стихи. — Горки:1993.
- Гарэцкія чытанні : Матэрыялы дакл. і паведамл. (г. Магілёў, 17-19 лют. 1994 г.) — Мн.: 1994.
- Ковалева. Н. Вода — чудесница. Стихи. — Горки: 1994.
- Стельмашонок. И. М. Освобождение Горецкого района в годы Великой Отечественной войны.- Горки:1994.
- Их именами названы улицы г. Горки.- Горки : 1994. Освобождение Горецкого района от немецко-фашистских захватчиков.- Горки:1994.
- Летапіс Беларускай сельскагаспадарчай акадэміі (1836—1995 гг.) — Горки: 1995.
- Летопись Белорусской государственной сельскохозяйственной академии 1836—1995 г., 2-е изд., испр. и доп. — Горки: 1995.
- Галасы з Горацкага «Парнаса»: вершы, апавяданні, нарысы, публіцыстыка, літаратуразнаўства: [зборнік]. — Горкі : 1995.
- Бацькаўшчына : Матэрыялы (дакл. і паведамл.) раён. краязн. канф. (г. Горкі, чэрв. 1994 г.) — Горкі : 1995.
- Незабываемое. Воспоминания ветеранов Белорусской сельскохозяйственной академии.- Горки:1995.
- Ковалева. Н Черёмуховьпй лес. Стихи. — Горки: 1995.
- Стельмашонок. И. М. Защищая Родину. — Горки: 1995.
- Жук. М.Ля падножжа маіх святынь. Вершы. — Горкі: 1996
- Материалы научно — практичвской конференции, посвященной 100-летию -со дня рождения Д. Р. Новикова. — Горки: 1996
- Гарэцкія чытанні: Матэрыялы дакл. і паведамл. (г. Горкі, 17-19 лют. 1995 г.) — Мн.: 1996. -
- Пугач. А. Вёска стамілася. Вершы, нарысы.- Горкі: 1996
- Памяць. Горацкі раён. Гісторыка-дакументальная хроніка Горацкага раёна. — Мн.: 1996
- Сидоров. С. Ф. По танкам… бронебойными (солдатские мемуары) — Горки: 1997
- Жизнь, отданная зоотехнической науке. — Горки: 1997
- Горы (к 500-летию первого летописного упоминания) — Горки: 1997
- Белорусская сельскохозяйственная академия: летопись факультета механизации сельского хозяйства (1947―1997) / Белорусская сельскохозяйственная академия, Факультет механизации сельского хозяйства. — Горки: 1997.
- Роль Белорусской сельскохозяйственной академии в развитии овощеводства. — Горки:1998.
- Тенденции и пути развития аграрного образования в XIX веке. — Горки: 1998.
- Пісьмянкоў Алесь. Журавель над студняй: Вершы.- Мінск, 1998.
- Высшее сельскохозяйственное образование: XXI век. — Горки: 1998.
- Сергей Иванович Назаров. К 70-летию со дня рождения. Краткий биографический очерк. — Горки: 1998.
- Бацькаўшчына: Матэрыялы (дакл. і паведамл.) раён. краязн. канф. (г. Горкі, чэрв. 1998 г.)- Горкі: 1999.
- Лоцманов. С.Истоки. Стихи.- Горки: 1999.
- Культура беларускага пагранічча. Кніга УІ. Украінска-расійскага сумежжа. : Тэмат. зб. навук. прац / Міжнар. акад. вывучэння нац. меншасцей, Бел. с.-г. акад.- Горкі — Брэст: 1999.
- Летопись Белорусской государственной сельскохозяйственной академии 1836—2000 г. 3-е изд., испр. и доп. — Горки: 2000.
- Лоцманов. С. Песня души. Стихи. — Горки: 2000.
- Лапикова, С. В. Зажги свечу : Стихи, рассказы, повесть. — Горки, 2000.
- Ковалева. Н. Моей души колокола. Стихи. — Горки: 2000.
- Мовение. Песни любви. Стихи. Кол. авт. — Горки: 2000.
- Клок. Алесь. Мікітавы прыгоды. Вершы. — Горкі: 2000.
- Навечна ў памяці народнай. — Горкі: 2000.
- Акадэмічны вянок : вершы, апавяданні, нарысы, публіцыстыка, літаратуразнаўства: [зборнік]. — Горкі: 2000.
- С. И. Назаров — выдающийся учёный и педагог. — Горки:2000.
- Знать и защищать интересы избирателей. Выступления и статьи депутата Палаты представителей Национального собрания Республики Беларусь В. А. Шаршунова. — Горки: 2000.
- Прыходзька. Пятро. Дар князёўны. Паэма. — Горкі: 2001.
- Клачкоў Аляксандр. Камін. Вершы. — Горкі:2001.
- Оршанщина: памятники природы и старины (Топография и реестр объектов по состоянию на 2000 г.).-Горки:2001.
- Акадэмічны вянок : вершы, апавяданні, нарысы, публіцыстыка, літаратуразнаўства: [зборнік]. — Горкі, 2002.
- Летопись Белорусской государственной сельскохозяйственной академии 1836—2005 г. Авт.-сост., 4-е изд., испр. и доп — Горки:2005.
- Соломонов А. А. Он был личностью, сформированной личностями. — Горки. 2005.
- Бацькаўшчына: Матэрыялы (дакл. і паведамл.) раён. краязн. канф. (г. Горкі, чэрв. 2006 г.) — Горкі: 2007.
- Библиотека Белорусской государственной сельскохозяйственной академии: очерк истории и деятельности(1840—2015 гг.)(колект. автор.).-Горки :2015.154 с.,ил.